# Vitor de Angelo
Vitor de Angelo (Vitória, Espírito Santo, 28 de maio de 1982) é um professor brasileiro e atual Secretário de Estado da Educação do Espírito Santo. É presidente do Conselho Nacional de Secretários de Educação.

## Biografia
Formou-se em História pela Universidade Federal do Espírito Santo e possui mestrado e doutorado em Ciências Sociais pela Universidade Federal de São Carlos. Durante seu mestrado e doutorado, foi orientando do historiador brasileiro Marco Antonio Villa. Realizou parte de seu doutorado no exterior, no Institut d'Études Politiques de Paris (SciencesPo Paris), sob supervisão do politicólogo francês Denis Rolland. Anos mais tarde, realizou pós-doutorado no Institut des Sciences Sociales du Politique da Université de Paris X-Nanterre, sob supervisão da socióloga francesa Marie-Claire Lavabre. Foi professor na Universidade Federal de Uberlândia e na Universidade Federal do Espírito Santo e desde 2011 é professor de Ciências Sociais na Universidade Vila Velha.
Comentarista político com presença frequente na mídia, ganhou destaque em 2015 durante os protestos contra a presidente Dilma Rousseff. Em entrevista à TV Globo do Espírito Santo, afirmou que "a democracia é um regime de confiança, não de adesão; portanto, não é uma opção aderir ou não ao resultado", criticando os manifestantes que defendiam o impeachment da presidente por não terem votado em Dilma.
Em novembro de 2018, foi indicado pelo governador eleito Renato Casagrande como Secretário de Educação do Espírito Santo, cargo que assumiu em 1 de janeiro de 2019. Na época, era o mais novo secretário estadual de Educação do país, então com 36 anos. Em fevereiro de 2019, foi eleito vice-presidente do Conselho Nacional de Secretários de Educação (Consed) e, em 2021, presidente.
Em sua gestão à frente da Secretaria Estadual de Educação, o ensino médio do Espírito Santo foi considerado o melhor do país, ao lado de Goiás, no IDEB 2019. As escolas estaduais conquistaram o melhor aprendizado do Brasil, e a rede pública capixaba foi apontada pelo MEC como sendo a mais igualitária do país. No IDEB de 2021, no contexto da pandemia de Covid-19, a rede estadual do Espírito Santo apresentou o maior percentual do país de estudantes do ensino médio com aprendizado adequado em Matemática.